# Rumex sagittatus
Rumex sagittatus är en slideväxtart som beskrevs av Carl Peter Thunberg. Rumex sagittatus ingår i släktet skräppor, och familjen slideväxter. Inga underarter finns listade i Catalogue of Life.